# Röda bok-cirkeln
Röda bok-cirkeln, skönlitterär bokserie utgivan av Wahlströms bokförlag.
| Volym | Titel                                    | Författare          | Utgivningsår |
| ----- | ---------------------------------------- | ------------------- | ------------ |
| 1     | Röde riddaren                            | Jan Westcott        | 1953         |
| 2     | Viddernas lag: (det visa hjärtat)        | Peter B. Kyne       | 1953         |
| 3     | Fem män och en kvinna                    | Theodore Pratt      | 1953         |
| 4     | Bedelia                                  | Vera Caspary        | 1953         |
| 5     | Norrskenets dotter: Nordlandsberättelser | Jack London         | 1954         |
| 6     | Nils Dobblare: historisk roman           | Gustaf Janson       | 1954         |
| 7     | Mannen i centrum                         | Clarence B. Kelland | 1954         |
| 8     | Nordlandets väktare                      | Tom Gill            | 1954         |
| 9     | Kärlekens strider: historisk roman       | K.G. Ossiannilsson  | 1954         |
| 10    | Spel i mörker                            | Mark Derby          | 1954         |
| 11    | Kärleksgåvan och andra noveller          | Guy de Maupassant   | 1954         |
| 12    | Lyckan är en kvinna                      | Winston Graham      | 1954         |
| 13    | Farligt arv                              | Rex Stout           | 1954         |
| 14    | Hemlig kärlek                            | James Hilton        | 1954         |
| 15    | Sista utvägen                            | Victor Canning      | 1954         |